# Wiñaymarka
Wiñaymarka qucha (Quechua; spanisch: Lago Huiñaymarca) ist der Name für den südlichen Abschnitt des Titicacasees in Bolivien und Peru.

## Lage

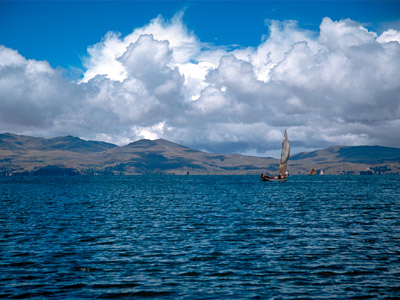
Wiñaymarka

Der Wiñaymarka qucha ist mit dem nördlichen Teil des Titicaca-Sees über eine 800 m breite Wasserstraße verbunden, die Straße von Tiquina.
Er grenzt im Westen an die peruanische Region Puno, im Norden an die bolivianische Provinz Manco Kapac, im Nordosten an die Provinz Omasuyos, im Osten an die Provinz Los Andes und im Süden an die Provinz Ingavi. Auffällige Landmarken sind die Insel Suriqui und die Taraco-Halbinsel.

## Seespiegel-Schwankungen
Der Seespiegel des Wiñaymarka-Sees war in historischer Zeit immer wieder starken Schwankungen unterworfen, zeitweise lag er bis 18 Meter unter dem heutigen Wasserspiegel. Da dieser Teil des Titicaca-Sees heute nur an wenigen Stellen tiefer als 20 Meter ist, bedeutet dies, dass der Wiñaymarka-See zu jenen Zeiten nahezu vollständig ausgetrocknet war. Er bestand dann nur aus etwa 15 km langen Seebecken, von denen höchstens eines über die Straße von Tiquina mit dem restlichen See verbunden war. Aus Untersuchungen der Chiripa-Kultur lässt sich schließen, dass Wasser-Niedrigstände des Wiñaymarka-Sees für die Zeit 1000 bis 800 v. Chr., 450 bis 250 v. Chr., 100 bis 300 n. Chr., und 1200 bis 1350 n. Chr. angenommen werden können.

## Besiedlung
Größere Ortschaften am Wiñaymarka-See sind auf peruanischer Seite Yunguyo und Zepita, auf bolivianischer Seite Huarina, Puerto Pérez, Puerto Guaqui und Desaguadero.